# Крејнсвил (Пенсилванија)
Крејнсвил (енгл. Cranesville) град је у америчкој савезној држави Пенсилванија.

## Демографија
По попису из 2010. године број становника је 638, што је 38 (6,3%) становника више него 2000. године.
| Група             | 2000.       | 2010.       |
| Белци             | 595 (99,2%) | 622 (97,5%) |
| Афроамериканци    | 0 (0,0%)    | 0 (0,0%)    |
| Азијати           | 2 (0,3%)    | 0 (0,0%)    |
| Хиспаноамериканци | 0 (0,0%)    | 4 (0,6%)    |
| Укупно            | 600         | 638         |